# Brzanka liniowana
Brzanka liniowana (Puntius johorensis) – gatunek słodkowodnej ryby z rodziny karpiowatych (Cyprinidae). Bywa spotykana w hodowlach akwariowych.

## Występowanie
Półwysep Malajski.

## Charakterystyka
Ryba o podłużnym kształcie, błyszcząca żółtopomarańczowo i czarno. Samiec jest szczuplejszy oraz jego pasy na ciele są wyraźniejsze. 
Żyją gromadnie. Tylko w dużym akwarium widać dokładnie ławicę, kiedy wciąż w ruchu przesuwa się szybko i posuwiście. Wraz z innymi gatunkami brzanek pływa stadkami, tworząc kolorowy ruchomy obraz. Do rozmnażania potrzebuje bardzo miękkiej i kwaśnej wody.
Dorasta do 12 cm długości

## Warunki w akwarium
| Zalecane warunki w akwarium | Zalecane warunki w akwarium |
| --------------------------- | --------------------------- |
| Zbiornik                    |                             |
| Temperatura wody            | 21–24 °C                    |
| Twardość wody               | do 10°                      |
| Skala pH                    | 6,0–6,5                     |
| Pokarm                      | żywy, również glony, sałata |
| Uwagi                       |                             |